# Giacomo Giustiniani
Giacomo Giustiniani (29 de dezembro de 1769 – 24 de fevereiro de 1843) foi um diplomata papal italiano e cardeal.

## Biografia
Giacomo Giustiniani nasceu em uma família patrícia romana, filho de Benedetto Giustiniani (1735-1793), do ramo di Negro, príncipe de Bassano, e da condessa Cecilia Carlotta Mahoni (Mahony) (1740-1789), de Newburgh e Kinnaird. Tio do Cardeal Carlo Odescalchi. Ele era o irmão mais novo de Vincenzo Giustiniani, 6 Príncipe Giustiniani, de jure 6º conde de Newburgh.
Estudou no Collegio Urbano e na Universidade La Sapienza, em Roma, onde obteve o doutorado em direito civil e canônico, em 20 de dezembro de 1792. Entrou na prelatura romana, 1792. Protonotário apostólico de numero paticipantium, 1792. Referendário dos tribunais da Assinatura Apostólica da Justiça e da Graça, 24 de janeiro de 1793. Vice-legado na Romagna, 1793; entrou na legação em 14 de dezembro de 1793. Protonotário da Sagrada Congregação dos Ritos, antes de 12 de dezembro de 1795. Expulso de Ravena em 25 de julho de 1796 por ordem do general francês Augerau; retornou a Roma em 3 de julho de 1797. Governador de Perugia, 30 de março de 1797 a 1798. Presidente da Commissione di Stato um dia antes da invasão francesa de Roma. Refugiou-se em Nápoles em 1798, após a ocupação francesa de Roma e a proclamação da República Romana. Após a entrada em Roma das forças napolitanas em 2 de outubro de 1799, foi nomeado presidente da Giunta di Stato em 10 de novembro de 1799 e encarregado de perseguir os partidários da República Romana. Deixou a prelatura, viveu como leigo e viajou pela Itália e pela Europa de 1798 a 1814. Após a restauração papal de Roma, assumiu, na Commissione di Stato, as funções de governador provisório de Roma, em 23 de setembro de 1814. Foi nomeado pró-governador de Roma em 23 de setembro de 1814. Reintegrou-se na prelatura romana como prelado doméstico em 1º de outubro de 1814 e foi nomeado coadjutor de Pietro Maria Negroni, juiz da corte Capitolina, em 19 de novembro de 1814. Durante a fuga do Papa Pio VII para Gênova, de 22 de março a 7 de junho de 1815, foi membro da Giunta di Stato presidida pelo cardeal Giulio Maria Della Somaglia. Delegado apostólico em Bolonha, 6 de julho de 1815; ele restaurou o governo papal.
Giustiniani foi ordenado ao sacerdócio em 21 de dezembro de 1816. No ano seguinte, Pio VII o elegeu em 6 de abril núncio na Espanha e arcebispo titular de Tiro em 14 de abril. Recebeu a consagração episcopal em 20 de abril de 1817, basílica patriarcal do Vaticano, pelo cardeal Alessandro Mattei, bispo de Ostia e Velletri, decano do Sagrado Colégio dos Cardeais, assistido por Giovanni Francesco Guerrieri, arcebispo titular de Atenas, e por Candido Maria Frattini, arcebispo titular de Filipos. Expulso da Espanha pela revolução liberal, residiu em Bordéus de janeiro a setembro de 1823; mais tarde, ele voltou à corte do rei Fernando VII da Espanha, que havia sido restaurado ao trono pelo exército francês. Transferido para a sé de Ímola, com título pessoal de arcebispo, em 13 de março de 1826. Mons. Giustiniani deixou a Espanha no ano seguinte.
Criado cardeal-presbítero por Leão XII no consistório de 2 de outubro de 1826, com dispensa de ter sobrinho no Colégio dos Cardeais; recebeu o chapéu vermelho em 5 de julho de 1827; e o título de Ss. Pietro e Marcellino, 17 de setembro de 1827. Participou do conclave de 1829, que elegeu o Papa Pio VIII, e do conclave de 1830-1831, que elegeu o Papa Gregório XVI. Nesse último, Cardeal Giustiniani era considerado Papabile, mas recebeu o veto do rei Fernando VII da Espanha contra a sua possível eleição.
Nomeado Abade comendador de Farfa, 1831-1833. Secretário dos Memoriais, 4 de fevereiro de 1831. Renunciou ao governo pastoral da diocese de Ímola, 16 de dezembro de 1832. Prefeito da Sagrada Congregação do Índice, 21 de novembro de 1834 até sua morte. Arcipreste da Basílica Patriarcal do Vaticano e Prefeito da Sagrada Congregação da Fábrica de São Pedro, 1º de julho de 1837. Camerlengo da Santa Igreja Romana, 2 de outubro de 1837 até sua morte. Optou pela ordem dos bispos e pela sé suburbana de Albano, em 22 de novembro de 1839. Camerlengo do Sagrado Colégio dos Cardeais, de 24 de janeiro de 1842 a 27 de janeiro de 1843.
Faleceu em Roma. Exposto na igreja de S. Maria sopra Minerva, Roma, onde ocorreu o funeral com a participação do Papa Gregório XVI, e sepultado no túmulo de sua família naquela igreja.